# 侨城东路
侨城东路是深圳市内一条南北走向的道路。
侨城东路北接侨香路，南至滨海大道。其北延线计划连接龙华区。

## 交汇道路
- 侨香路（起点）
- 深南大道
- 白石路
- 滨海大道（终点）

## 沿途地铁站
- 侨城东站

## 沿途公交车站
- 警校
- 深高技西校区
- 金海燕花园

## 沿途主要建筑
- 深圳公安局警察训练学校
- 深圳技师学院
- 深圳博林诺富特酒店
- 深圳地铁9号线侨城东车辆段
- 香港大学深圳医院（深圳市滨海医院）